# 安那托利亞板塊
安那托利亞板塊是位於土耳其的微型大陸板塊。東南侧以東安那托利亞斷層相邻阿拉伯板塊；南面和西南面是與非洲板塊之間的地中海东缘海沟系统的聚合板塊邊緣；北面以北安那托利亞斷層的轉形斷層與歐亞大陸板塊相邻。
爱琴板块也是一个独立的微板块。
研究顯示由於受東面的阿拉伯板塊擠壓而歐亞大陸板塊阻礙北移方向，安那托利亞板塊正以逆時針方向轉動，而非洲板塊沉入安那托利亞板塊下。